# Jedburgh
Jedburgh (escocés: Jeddart o Jethart) es una localidad escocesa y antiguo burgo real en los Scottish Borders e históricamente en Roxburghshire.

## Localización y patrimonio
Jedburgh se encuentra junto al río el Jed Water, un afluente del río Teviot, que está a sólo dieciséis kilómetros de la frontera con Inglaterra, y está dominado por las importantes ruinas de la abadía Jedburgh. Otros edificios notables de la ciudad incluyen la cárcel del castillo de Jedburgh, ahora un museo, y la casa de María, Reina de Escocia.

## Historia

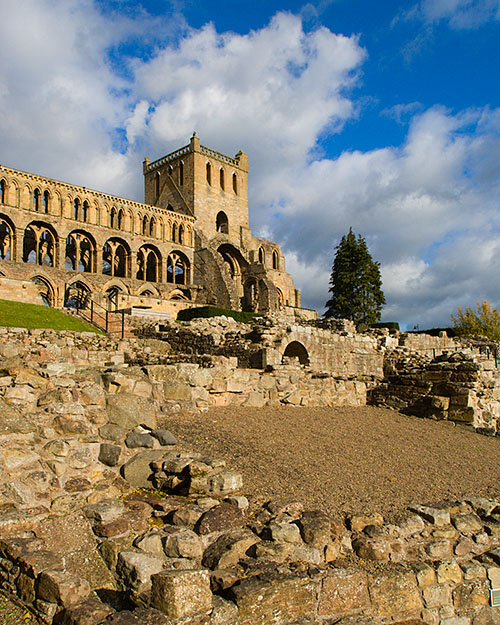
Abadía Jedburgh

Una iglesia existió en Jedburgh desde el siglo IX, fundada por el obispo Ecgred de Lindisfarne, y el rey David I de Escocia construyó un priorato entre 1118 y 1138, alojamiento de monjes agustinos procedentes de Beauvais en Francia. La abadía en sí fue fundada en 1147. Las guerras de frontera con Inglaterra en el siglo XVI dejaron a la abadía como unas magníficas ruinas, siendo todavía un monumento visitable.
Debido a la profunda religiosidad del rey Malcom IV de Escocia le llevó a morir en Jedburgh en 1165, a la edad de 24 años. Su muerte se piensa que pudo ser provocada por el ayuno excesivo.
David también se había erigido un castillo en Jedburgh, y en 1174 fue una de las cinco fortalezas cedidas a Inglaterra. Se trataba de una residencia ocasional real para los escoceses, pero capturado por los ingleses tan a menudo que se demolió en 1409, cuando era el último reducto de los ingleses en Escocia.
En 1258 Jedburgh también había sido el foco de atención real, con las negociaciones entre Escocia Alejandro III y el de Inglaterra Enrique III sobre el heredero de la escocesa trono , dejando el Comyn facción dominante. Alejandro III era también para casarse en la abadía en 1285.
Su proximidad a Inglaterra lo hizo históricamente objeto de incursiones y escaramuzas por parte de ambas fuerzas, escocesas e inglesas.
María, reina de Escocia, se alojó en una casa en la ciudad en 1566, que es ahora un museo.
Señor de Jedburgh Bosque era un Señorío del Parlamento que se concedió a George Douglas, primer conde de Angus, con motivo de su matrimonio con la princesa María, hija de Roberto III en 1397. Es el título subsidiario de la actual conde de Angus, el duque de Hamilton. El duque de Douglas fue elevado a la posición del vizconde Jedburgh Bosque, pero murió sin heredero en 1761.
En 1745, el ejército jacobita dirigido por el príncipe Carlos Eduardo Estuardo pasó por la ciudad en su camino a Inglaterra, y el príncipe también se quedó aquí. El Castillo de la prisión se abrió en 1823.
En 1787, el geólogo de principios de James Hutton observó lo que hoy se conoce como la discordancia de Hutton en Inchbonny, cerca de Jedburgh. Las capas de roca sedimentaria, que se inclinan casi verticalmente están cubiertas por nuevas capas horizontales de piedra arenisca de color rojo. Esta fue una de las conclusiones que le llevaron a desarrollar su concepto de una inmensamente larga escala de tiempo geológico y del actualismo, derivado de su conclusión: «sin vestigios de un comienzo, ni perspectivas de un final».
La expresión «Jeddart justice» o «Jethart Justice» (Justicia de Jeddart o Justicia de Jethart), donde fue ahorcado un hombre en primer lugar y después aportadas las pruebas (equiparable a la ley Lynch ), parece haber surgido a partir de un caso de ejecución sumaria de una banda de villanos.